# 78252 Priscio
78252 Priscio este un asteroid din centura principală de asteroizi.

## Descriere
78252 Priscio este un asteroid din centura principală de asteroizi. A fost descoperit pe 5 august 2002 la Campo Imperatore, în cadrul proiectului CINEOS. Asteroidul prezintă o orbită caracterizată de o semiaxă mare de 3,16 ua, o excentricitate de 0,06 și o înclinație de 10,5° în raport cu ecliptica.